# Історичний кинджал
Історичний кинджал (англ. CWA Historical Dagger) — літературна премія, яку присуджує британська Асоціація письменників детективного жанру за історичні романи детективного жанру. Заснована у 1999 році, її присуджують дослівно за романи «з кримінальною темою та історичним фоном будь-якого періоду від 35 років тому до поточного року».
Премія називалася «Історичний кинджал Елліс Пітерс» з 1999 по 2005 рік, а з 2006 по 2012 роки була відома як «Історична премія Елліс Пітерс» на честь життя та творчості письменниці Елліс Пітерс, чиї «Хроніки брата Кадфаеля» (1977—1994) загалом вважаються популяризацією жанру, який став відомий як історичний детектив.
Починаючи з 2014 року, премія стала відомою як «Історичний кинджал Індевор» завдяки спонсорству Endeavour Press.

## Переможці
1990-і роки
- 1999 — Two for the Lions[en] (Двоє для левів), Lindsey Davis[en] (Ліндсі Девіс)

2000-і роки
- 2000 — Absent Friends (Відсутні друзі), Gillian Linscott[en] (Джілліан Лінскотт)
- 2001 — The Office Of The Dead (Офіс мертвих), Ендрю Тейлор (Andrew Taylor)
- 2002 — Fingersmith (Тонка робота), Сара Вотерс (Sarah Waters)
- 2003 — The American Boy (Американський хлопчик), Ендрю Тейлор (Andrew Taylor)
- 2004 — The Damascened Blade (Дамаський клинок), Barbara Cleverly[en] (Барбара Кліверлі)
- 2005 — Dark Fire[en] (Темний вогонь), C. J. Sansom[en] (К. Дж. Сенсом)
- 2006 — Red Sky Lament (Плач червоного неба), Edward Wright (Едвард Райт)
- 2007 — Mistress of the Art of Death (Володарка мистецтва смерті), Ariana Franklin[en] (Аріана Франклін)
- 2008 — Stratton's War (Війна Стреттона), Laura Wilson[en] (Лора Вілсон)
- 2009 — If The Dead Rise Note (Якщо мертві постають), Філіп Керр (Philip Kerr)

2010-і роки
- 2010 — Revenger (Месник), Rory Clements (Рорі Клеменц)
- 2011 — The Somme Stations (Станції Сомми), Andrew Martin[en] (Ендрю Мартін)
- 2012 — Icelight (Крижане світло), Aly Monroe[en] (Елі Монро)
- 2013 — The Scent of Death (Запах смерті), Ендрю Тейлор (Andrew Taylor)
- 2014 — The Devil in the Marshalsea (Диявол із Маршалсі), Antonia Hodgson[en] (Антонія Годжсон)
- 2015 — The Seeker (Шукач), S. G. MacLean (Ш. Д. Маклін)
- 2016 — Stasi Child[en] (Стазі Чайлд), David Young[en] (Девід Янг)
- 2017 — A Rising Man (Людина, яка піднімається), Абір Мухерджі (Abir Mukherjee)
- 2018 — Nucleus (Ядро), Rory Clements (Рорі Клеменц)
- 2019 — Destroying Angel (Ангел-руйнівник), S. G. MacLean (С. Дж. Маклін)

 2020-і роки
- 2020 — Death in the East (Смерть на сході), Абір Мухерджі (Abir Mukherjee)
- 2021 — Midnight at Malabar House (Північ у малабарському будинку), Vaseem Khan[en] (Васім Хан)
- 2022 —Sunset Swing (Гойдалки на заході сонця), Ray Celestine (Рей Селестін)
- 2023 — The Darkest Sin (Найтемніший гріх), D. V. Bishop (Д. В. Бішоп)